# 一身孤注擲溫柔
《長風破浪》，待播的中国大陆民初剧，改編自小說《一身孤注擲溫柔》，是由阮經天、祝緒丹、王天辰、王傳一領銜主演，付瑋、周鑒葵聯合導演，唐德影視、懿德文化投資、華視娛樂、浩瀚娛樂聯合出品的年代情感劇。

## 劇情簡介
青年將領虞浩霆在一次鋤奸行動中，意外結識了平民女子顧婉凝，兩人之間產生了愛情。没想到，外敵意圖染指中原，竟在虞、顧之間製造誤會，以致於二人痛苦分離，又將顧婉凝扣押，妄圖以此做為虞浩霆的弱點，使其為己所用。顧婉凝憑藉著內心對愛情的忠誠、對正義的信念默默隱忍、拒不合作，二人之間的相互信任與鼓勵，給了虞浩霆奮鬥的信心。虞與身邊同袍、兄弟攜手生死與共，消滅了為害百姓的種種邪惡勢力，一步步實現了中原地區的和平與穩定。歷經了這一系列波折磨難後，虞顧兩人終於走到了一起。回首往昔，他們領悟到仁、義、禮、智、信才是支撐他們前行、成長的脊樑。二人攜手許下永不分離的誓言，共同投身到建設家園、保衛江山的事業中。

## 演員列表

### 主要演員
| 演員   | 角色   | 介紹                                                         |
| 阮經天 | 虞浩霆 | 軍隊長官                                                     |
| 祝緒丹 | 顧婉凝 | 外柔內剛的女大學生                                           |
| 王天辰 | 霍仲祺 |                                                              |
| 王傳一 | 邵朗逸 | 出身軍人世家的江寧虞軍綏江第九軍軍長，是虞軍中最受重用的大將 |
| 林芯蕾 | 霍庭萱 |                                                              |
| 秦漢   |        |                                                              |
| 孫淳   |        |                                                              |
| 羅海瓊 |        |                                                              |
| 董勇   |        |                                                              |

### 其他演員
| 演員                | 角色   | 介紹                 |
| 伍詠薇              | 戴夫人 |                      |
| 羅嘉良              |        |                      |
| 魏曉涵              | 陳安琪 |                      |
| 王冠                | 衛朔   |                      |
| 陳星旭              | 虞浩清 | 虞浩霆之弟，虞軍少帥 |
| 曹炳琨              |        |                      |
| 趙龍豪              |        |                      |
| 呂行                |        |                      |
| 施京明              |        |                      |
| 王佳寧              |        |                      |
| 鄭曉寧              |        |                      |
| 雷漢                |        |                      |
| 何音                |        |                      |
| 三浦研一            |        |                      |
| 吳超                |        |                      |
| 李依伊              |        |                      |
| 王千航              |        |                      |
| 顧佳                |        |                      |
| 馮筱童              |        |                      |
| 閆肅                |        |                      |
| 辣目洋子 （李嘉琦） | 虞若槿 |                      |
| 高駿                |        |                      |
| 趙仁傑              |        |                      |

## 外部連結
- 《長風破浪》的新浪微博
- 豆瓣电影上《一身孤注擲溫柔》的資料 （简体中文）